# Pseudoadelascopora weddellae
Pseudoadelascopora weddellae är en mossdjursart som beskrevs av Gontar 2002. Pseudoadelascopora weddellae ingår i släktet Pseudoadelascopora och familjen Microporellidae. Inga underarter finns listade i Catalogue of Life.